# Jugendgemeinderat Weingarten
Der Jugendgemeinderat in Weingarten (Württemberg) war der erste in Deutschland und wurde vom damaligen Oberbürgermeister Rolf Gerich 1985 initiiert.

## Jugendgemeinderat in Weingarten

### Geschichte
1985 wurde der Jugendgemeinderat gegründet. Jedoch war Weingarten bereits vor der Gründung des Jugendgemeinderates bemüht, das Interesse der Jugendlichen an ihrer Stadt zu wecken, z. B. durch Fragestunden speziell für Jugendliche in den Gemeinderatssitzungen. So wurde in Absprache mit den Rektoren der Weingärtner Schulen (Ausnahme Grundschule) im internationalen Jahr der Jugend von Rolf Gerich der erste Jugendgemeinderat gegründet. Großes Interesse zeigten damals Städte und Kommunen über die Landesgrenzen hinaus. Seit den ersten Wahlen hat der Jugendgemeinderat einige große Projekte erfolgreich absolviert. So zum Beispiel der Bau des Skaterplatz Weingarten, ein Wasserspender im Stadtpark, ein Projekt zur Bundestagswahl 2017, das Beachvolleyballturnier, Basketballturnier, Open-Air-Kino sowie verschiedene Partys und vieles mehr. In den vergangenen Jahren wurde das Wahlverfahren mehrmals geändert.

### Wahlverfahren
Jedes Jahr finden an den Weingärtner Schulen (Förderschule, Hauptschule, Realschule und Gymnasium) in den 8. Klassen die Wahlen für den Jugendgemeinderat statt. Jede Schule hat nach der Anzahl der Schüler Sitze im Jugendgemeinderat. Jeder Schüler hat die Möglichkeit, sich aufstellen zulassen. Jugendgemeinderäte werden auf 3 Jahre gewählt und können ihre Amtszeit um 3 Jahre verlängern. In dem Wahlverfahren mit Stimmzetteln werden dann die Schüler mit den meisten Stimmen in den Jugendgemeinderat gewählt, auch Schüler ohne deutschen Pass sind wahlberechtigt. Anfang 2018 wurde dann jedoch die Geschäftsordnung so geändert, dass motivierte und interessierte Jugendliche auch nach der 8. Klasse, allerdings nur bis zu dem Alter von 20 Jahren, sich noch einbringen können. Interessierte Nachzügler werden dann zu einem Vorsprechen in das Gremium eingeladen. Anschließend wird dann über die Aufnahme des Betroffenen abgestimmt.

### Arbeit des Jugendgemeinderates
Wie im Gemeinderat gibt es auch im Jugendgemeinderat Sitzungen. Hierbei legen die Jugendlichen selber die Tagesordnungspunkte fest. Bei jeder Sitzung ist auch der Oberbürgermeister als Vorsitzender des Jugendgemeinderates anwesend. Im Jahr führt der Jugendgemeinderat 4–5 Sitzungen durch, die immer mit einem Arbeitsgruppentreffen 1–2 Wochen davor vorbereitet werden. In den darauffolgenden ordentlichen Sitzungen werden aktuelle Themen angesprochen wie Jugend-, Sport- und Freizeiteinrichtungen, der öffentliche Personennahverkehr, Stand der Jugendkultur, oder die Radwegesituation. An kommunalpolitischen Debatten beteiligt sich der Jugendgemeinderat maßgebend. Die politischen Fraktionen Weingartens wenden sich in vielen Fällen an den Jugendgemeinderat, um so eine direkte Erfahrungs- und Gedankenwelt Jugendlicher zu bekommen. Um manche Probleme oder Ideen besser in die Tat umsetzten zu können, bildet man interne Ausschüsse (Verkehrsausschuss usw.). Diese Ausschüsse befassen sich dann näher mit den jeweiligen Aufgaben. Der Jugendgemeinderat Weingarten hat, um die Ergebnisse besser durchsetzen zu können, ein Anhörungsrecht im Gemeinderat. Des Weiteren pflegt der Jugendgemeinderat Weingarten guten Kontakt zur Stadtverwaltung und einzelnen Fraktionen. Jeweils ein Mitglied der Gemeinderatsfraktion wird zusätzlich zu den Jugendgemeinderäten zur Sitzung eingeladen. Dies soll den Austausch und die enge Zusammenarbeit mit den Fraktionen fördern. Grundsätzlich hat der Jugendgemeinderat jedoch eine Unabhängigkeitspflicht, um den jugendpolitischen Austausch besser und ohne äußere Einflüsse zu gewährleisten. Des Weiteren ist der Jugendgemeinderat auch in Social Media auf Instagram und Facebook vertreten. Aktuelle Vorhaben und Informationen werden dort regelmäßig mit der Öffentlichkeit geteilt. Der Jugendgemeinderat ist durch seine lange Zeit und die bewährte Arbeit ein fester Bestandteil der Weingartener Gesellschaft geworden.